# Stigmacoccus garmilleri
Stigmacoccus garmilleri är en insektsart som beskrevs av Imré Foldi 1995. Stigmacoccus garmilleri ingår i släktet Stigmacoccus och familjen pärlsköldlöss. Inga underarter finns listade i Catalogue of Life.